# I Festival Viva Dichato
El Festival Viva Dichato se ha realizado desde 2012. El festival se transmite en un canal nacional, Mega, quien compró los derechos para transmitir este festival. El propósito de este evento fue aumentar el turismo que se vio afectado desde el tsunami que afectó a la ciudad luego del terremoto del 27 de febrero de 2010.

## Desarrollo
Este festival ha contado con las participaciones de variados artistas nacionales e internacionales, como lo son Locomía, José Luis "Puma" Rodríguez, Sie7e, Myriam Hernández, Luis Jara, Mario Guerrero, Americo y La Noche con Leo Rey, entre otros.

### Día 1 (Sábado 4 de febrero)
- José Luis "Puma" Rodríguez
- Bastián Paz (Humorista)
- Cumbre Ranchera
- Los Llaneros de la Frontera
- La Rancherita
- Los Charros de Lumaco
- Sie7e
- Huaso Filomeno (Humorista)
- Los Viking's 5

### Día 2 (Sábado 11 de febrero)
- Américo
- Imitadores de Yo soy...
- La Cumbre del humor
- Paulo Iglesias (Humorista)
- Rudy Rey (Humorista)
- Dany Humor (Humorista)
- Memo Bunke (Humorista)
- Mario Guerrero
- Enanitos Verdes

### Día 3 (Sábado 18 de febrero)
- Myriam Hernández
- Ricardo Meruane (Humorista)
- Marcos Llunas
- Rudy Rey (Humorista)
- Pimpinela

### Día 4 (Sábado 25 de febrero)
- Huaso Filomeno (Humorista)
- Luis Jara
- Indo (Humorista)
- King África
- Locomía
- El Símbolo
- Los Atletas de la Risa (Grupo humorístico)
- La Noche (con Leo Rey)

## Escenario
Para evitar problemas con la lluvia y el barro, los organizadores instalaron una capa de ripio que ayudará al escurrimiento del agua. La localidad de Dichato es parte de la comuna de Tomé, se ubica a poco más de 35 kilómetros de Concepción y su festival nació como una forma de reconstruir el espíritu y el alma de los habitantes de uno de los sectores más afectados por el terremoto y posterior maremoto del 27 de febrero de 2010. En su segunda versión, y al igual que la del 2012, el evento será transmitido en vivo por Mega junto con Radio Bio Bio y Radio Candela FM

## Webshow
Todos los sábados de febrero a las 21:30 horas se transmite a través de la página de Mega] (enlace roto disponible en Internet Archive; véase el historial, la primera versión y la última)., un webshow (programa en línea) que permite interactuar con las personas a través de Facebook y Twitter. Los animadores de este programa en línea son Carla Jara y Francisco Kaminski.

## Entrega de entradas
- Concepción: Radio Bio Bio, O´higgins 680 piso 3.
- Dichato: Canchas de Dichato, Sector de escenario.
- Tomé: Estadio Municipal, Mariano Egaña 1810.
- Chillán: Radio Ñuble, 5 de abril 655.
- Coronel: 30 de enero, lugar por confirmar.

## Cobertura radial
El Festival Viva Dichato, además de ser televisado, cuenta con la cobertura completa del show por parte de Radio Bio-Bio.